# Schloss Lanzendorf

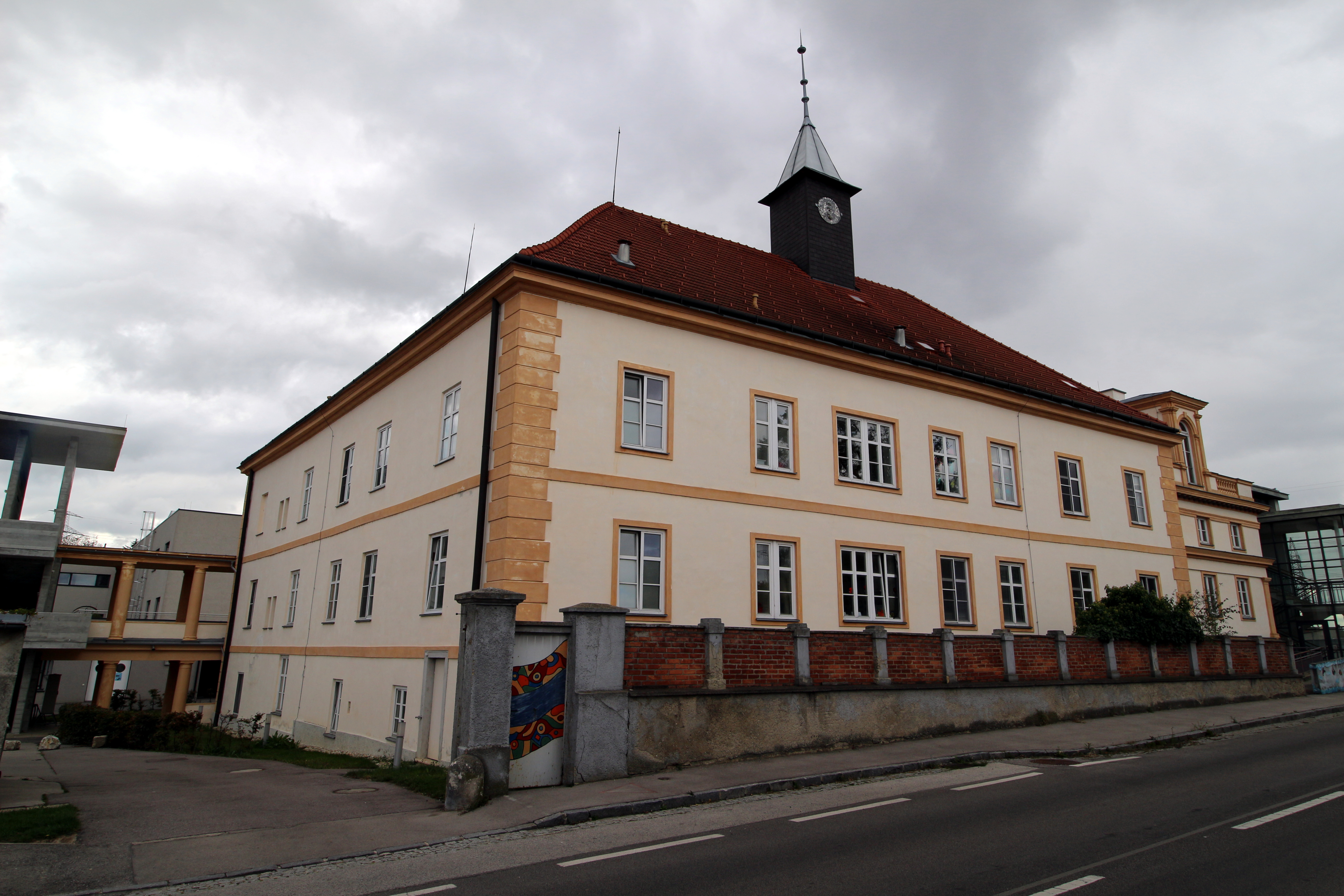
Schloss Lanzendorf

Das Schloss Lanzendorf (auch Oberlanzendorf) ist ein Schloss im Bezirk Bruck an der Leitha in Niederösterreich.

## Lage
Das Schloss Lanzendorf (auch Oberlanzendorf) befindet sich in der Gemeinde Lanzendorf, Katastralgemeinde Oberlanzendorf im Wiener Becken, Niederösterreich, etwa vier Kilometer südöstlich der Wiener Stadtgrenze. Es steht im Süden des Dorfes neben der Durchfahrtsstraße.

## Architektur
In seiner bewegten Geschichte wurde das Schloss mehrfach umgebaut. Jetzt ist es ein blockhafter, dreigeschoßiger Bau über einem L-förmigen Grundriss. Die Straßenfront ist mit sieben unregelmäßigen Fensterachsen und Ecken mit Zierquaderung schlicht gehalten. In der Mitte des Walmdaches sitzt ein mit einem blechernen Spitzhelm bedeckter viereckiger Dachreiter. Er stammt wahrscheinlich vom Umbau aus dem Jahr 1758. Die Hoffront hat Fenster mit profilierten Gewänden und gerader Verdachung, die durch Anbauten großteils verdeckt werden. Auf der Seite des großen Parks befindet sich eine zweigeschoßige Loggia, deren Säulen im Erdgeschoß eine flache Decke, im Obergeschoß ein Korbbogengewölbe tragen. Dieser Anbau ist relativ neu. An ihn schließt im Süden ein ebenfalls zweigeschoßiger Vorbau mit genutetem Erdgeschoß an. Die hohen, rundbogig abgeschlossenen französischen Fenster des Obergeschoßes sind durch Doppelpilaster getrennt. Dahinter befindet sich der einstige Festsaal. Im Obergeschoß dieses Traktes wurde um 1830 eine Kapelle eingerichtet. Aus diesem Jahr stammen auch die hofseitigen Erweiterungen. An der Stelle eines Daches trägt dieser Vorbau eine Dachterrasse, die von einer Steinbalustrade begrenzt ist. An ihrer Straßenseite befindet sich ein turmartiges Dachhäuschen. Mit dem Hauptbau ist ein Nebengebäude durch einen flachgedeckten Säulengang verbunden. Dieses sowie andere, meist zweigeschoßige Bauten, wurden Ende des 19. und Anfang des 20. Jahrhunderts als Verwaltungs- und Pflegegebäude errichtet. Die ehemalige Wehrmauer umgibt Teile von ihnen noch heute. Der ehemals große Meiereihof auf der anderen Straßenseite wurde 1998 abgetragen, es sind nur die Stallungen geblieben.

## Geschichte
Das Schloss Lanzendorf war um 1170 im Besitz der Asparn-Maleisdorfer, die später von den Schönbergern abgelöst wurden. Die Besitzerfamilien haben sich oft nach Lanzendorf genannt. Herzog Albrecht III bestätigte 1388 dem Ruedel von Lanzendorf den Besitz eines Hofes. Als Herrschaftsbesitzer scheinen 1558 die Familie Eisler und 1572 Heinrich Freiherr von Lamberg auf. Wegen seiner Lage im Osten der Stadt Wien und seiner geringen Befestigung wurde das Schloss bei beiden Türkenbelagerungen 1529 und 1683 verwüstet und teilweise zerstört. Der heutige Bau entstand im 17. Jahrhundert, als die Adeligen von Montrichier, Julini und Brassican anstelle des Ansitzes aus dem 12. Jahrhundert ein Schloss mit L-förmigem Grundriss bauen ließen, und durch Umbauten unter Bernhard von Lanzendorf im Jahre 1758. Die Besitzer wechselten weiter: Otto Ehrenreich Freiherr von Kirchberg löste Johann Friedrich von Brassican ab, dann, nach dem Konkurs, kauften es die Grafen Königsberg und ließen Einiges umbauen. Im Jahr 1830 erwarb Moritz Edler von Tschoffen das Schloss. Es diente ab 1832 als Fabrik, zuerst für Metallgeschirr und ab 1841 für Messingwaren. Danach kamen Salomon Marcus Adler, der Vater von Victor Adler, und Dr. Konrad Willner, ein Bruder von Alfred Maria Willner, in den Besitz des Schlosses. Um 1900 wurde das Schloss als „Kaiserin Elisabeth Asyl“ verwendet, eine Sozialeinrichtung für körperbehinderte Kinder. Dafür wurde es im Pavillonsystem erweitert. In den Kriegsjahren 1939–1945 wurde das Schloss als Arbeitserziehungslager genutzt, wobei viele Menschen zu Tode kamen. Es diente auch als Zwischenlager für politische und kriminelle Häftlinge und in den letzten Kriegsjahren als Durchgangslager für ungarische Juden auf ihrem Weg in verschiedene Konzentrationslager. Die Lagerleitung verfügte über das Schloss und die Häftlinge waren im ehemaligen Meierhof untergebracht.
Die Caritas der Erzdiözese Wien übernahm 1948 das Schloss und richtete darin eine Behindertenbetreuungsstätte für Menschen aller Altersstufen ein. Seitdem hat sie das Schloss restauriert, neue Gebäude errichtet sowie bestehende Objekte für Küche, Werkstätte, Lager und Waschküche adaptiert. Im Züge einer Restaurierung des Schlosses, das heute Haus Franziska genannt wird, wurde ein Stiegenhaus aus Sichtbeton erbaut, das als Erinnerung an die Opfer des NS-Regimes dient.

## Behinderteneinrichtung der Caritas
Im Wohnhaus Franziska gibt es zwei Wohngruppen für behinderte Menschen. Hier leben 17 Männer und Frauen (Stand: 2019), die auf ein selbstständiges Leben vorbereitet werden sollen. Es gibt Einzel- und Doppelzimmer, die von den Bewohnern selbst eingerichtet werden. In jeder Wohngruppe sind eine gemeinsame Küche, ein gemeinsames Wohnzimmer, ein Pflegebad, Duschen und WCs sowie ein Balkon vorhanden.